# 호빗: 뜻밖의 여정
《호빗: 뜻밖의 여정》(영어: The Hobbit: An Unexpected Journey)은 피터 잭슨 감독의 2012년 하이 판타지 모험 영화이다. J.R.R. 톨킨의 1937년 소설 《호빗》을 영화화 한 삼부작 영화의 첫 작품으로 2013년과 2014년에는 후편인 스마우그의 폐허와 다섯 군대 전투가 각각 개봉할 예정이다. 세 영화는 《반지의 제왕》의 이전 시대를 다루는 프리퀄 영화다.
이야기는 《반지의 제왕》 60년 전 중간계 지역이 무대이며 영화의 일부는 톨킨의 《왕의 귀환》 소설 부록을 원작으로 하였다. 《뜻밖의 여정》은 스마우그로부터 외로운 산을 되찾기 위한 가운데땅 횡단에 나서는 참나무방패 소린 (리처드 아미티지)이 이끄는 13명의 난쟁이족 무리에 마법사 간달프 (이언 매켈런)의 설득으로 합류하게 되는 호빗 빌보 배긴스 (마틴 프리먼)를 다루고 있다.
영화는 2012년 11월 28일 뉴질랜드에서 처음 공개되었으며 전 세계적으로는 2012년 12월 14일에 개봉되었다. 대한민국에서는 워너 브라더스 코리아에서 수입, 배급을 맡아 2012년 12월 13일에 개봉하였다.

## 줄거리
호빗 빌보 배긴스는 111번째 생일을 앞두고 조카인 프로도에게 자신의 모험 이야기를 쓰고 있다.
60년 전, 난쟁이 왕 스로르는 외로운 산 아래에서 그의 친척들을 번성하게 이끌었지만, 용 스마우그가 도착했다. 스마우그는 데일을 파괴하고 난쟁이들을 그들의 산에서 몰아내며 그들의 금을 차지했다. 스로르의 손자인 참나무방패 소린은 요정 왕 스란두일에게 도움을 요청했지만 거절당했고, 이로 인해 그는 요정에 대한 증오를 품게 되었다.
샤이어에서 51세의 빌보는 마법사 회색 간달프에게 속아 소린과 그의 난쟁이 동료들인 발린, 드왈린, 필리, 킬리, 도리, 노리, 오리, 오인, 글로인, 비푸르, 보푸르, 봄부르를 위한 저녁 식사를 주최하게 된다. 간달프는 빌보를 "도둑"으로 고용하여 외로운 산에 들어가는 퀘스트를 돕도록 한다. 처음에는 내키지 않았지만, 다음 날 동료들이 빌보 없이 떠나자 빌보는 마음을 바꿔 서둘러 합류한다. 여행 도중 그들은 세 명의 트롤에게 붙잡힌다. 빌보는 트롤들이 그들을 먹지 못하도록 새벽까지 시간을 끌고, 간달프는 그들을 햇빛에 노출시켜 돌로 변하게 한다. 일행은 트롤의 동굴에서 보물과 요정 검을 발견한다. 소린과 간달프는 각각 요정들이 만든 검인 오르크리스트와 글람드링을 얻고, 간달프는 요정 단검을 빌보에게 준다.
갈색 라다가스트는 일행을 찾아 간달프에게 강령술사와의 만남에 대해 이야기한다. 강령술사는 돌 굴두르에서 어두운 마법으로 초록숲을 오염시키고 있었다. 오크들에게 쫓기던 간달프는 그들을 숨겨진 통로를 통해 리븐델로 이끈다. 그곳에서 엘론드 영주는 일행의 외로운 산 지도에 숨겨진 비밀 문의 표시를 알려주는데, 이 문은 두린의 날에만 보일 것이다. 간달프는 백색 회의—엘론드, 갈라드리엘, 백색 사루만으로 구성된—에 접근하여 마술사왕의 무기인 모르굴 칼을 제시한다. 이것은 라다가스트가 돌 굴두르에서 얻은 것으로, 강령술사가 사우론의 궁극적인 귀환과 관련이 있다는 징표였다. 사루만은 난쟁이들의 퀘스트에 우려를 표하며 간달프에게 이를 중단할 것을 요청한다. 그러나 간달프는 갈라드리엘에게 사루만이 이렇게 반응할 것을 예상하고 난쟁이들을 자신 없이 앞으로 나아가게 했다고 비밀리에 밝힌다.
일행은 안개산맥으로 모험을 떠나 돌 거인과의 싸움을 피한다. 그들은 동굴에 피난처를 찾지만, 고블린들에게 붙잡혀 그들의 지도자인 위대한 고블린에게 끌려간다. 빌보는 난쟁이들과 헤어져 틈새로 떨어지고 그곳에서 골룸을 만난다. 골룸은 실수로 황금 반지를 떨어뜨린다. 빌보는 반지를 주머니에 넣고 골룸과 마주한다. 그들은 수수께끼 게임을 하여, 빌보가 이기면 나가는 길을 알려주고, 지면 골룸이 빌보를 먹기로 한다. 빌보는 골룸을 속여 이기지만, 골룸은 자신의 반지가 사라진 것을 깨닫는다. 골룸에게 쫓기던 빌보는 반지가 자신을 투명하게 만드는 능력을 부여한다는 것을 발견한다. 빌보는 골룸을 죽이는 대신 그를 살려주고 탈출한다.
위대한 고블린은 난쟁이들에게 아조그가 스로르를 죽이고 모리아 밖에서 소린에게 패배한 오크 전쟁 대장이며, 소린에게 현상금을 걸었다고 알린다. 간달프가 도착하여 난쟁이들이 탈출하는 것을 돕고 위대한 고블린을 죽인다. 빌보는 일행과 다시 합류하고 그의 새 반지를 숨긴다. 일행은 아조그의 기습을 받아 나무로 피신한다. 소린은 아조그에게 돌격하지만 그의 바르그에게 부상을 입는다. 빌보는 소린을 구하고 아조그와 대치하며, 그때 간달프가 그들을 구출하기 위해 소환한 독수리들이 도착한다.
일행은 카록으로 도망치고, 간달프는 소린을 치료한다. 소린은 빌보에 대한 경멸을 포기한다. 그들은 멀리서 외로운 산을 보는데, 그곳에서 잠자던 스마우그는 지빠귀가 돌에 달팽이를 부딪치는 소리에 잠에서 깨어난다.

## 출연
- 마틴 프리먼 - 빌보 배긴스 역
  - 이언 홈 - 늙은 빌보 배긴스 역
- 일라이저 우드 - 프로도 배긴스 역
- 이언 매켈런 - 회색의 간달프 역
- 리처드 아미티지 - 참나무방패 소린 역
- 그레이엄 맥타비시 - 드왈린 역
- 켄 스톳 - 발린 역
- 딘 오고먼 - 필리 역
- 에이단 터너 - 킬리 역
- 마크 해들로(Mark Hadlow) - 도리 역
- 제드 브로피(Jed Brophy) - 노리 역
- 애덤 브라운(Adam Brown) - 오리 역
- 존 캘런(John Callen) - 오인 역
- 피터 햄블턴(Peter Hambleton) - 글로인 역
- 윌리엄 커처(William Kircher) - 비푸르 역
- 제임스 네즈빗 - 보푸르 역
- 스티븐 헌터(Stephen Hunter) - 봄부르 역
- 크리스토퍼 리 - 백색의 사루만 역
- 실베스터 매코이 - 갈색의 라다가스트 역
- 케이트 블란쳇 - 갈라드리엘 역
- 휴고 위빙 - 엘론드 역
- 브렛 매켄지 - 린디르 역
- 리 페이스 - 스란두일 역
- 제프리 토머스(Jeffrey Thomas) - 스로르 역
- 마이크 미즈라히(Mike Mizrahi) - 스라인 역
- 앤디 서키스 - 골룸 역
- 베네딕트 컴버배치 - 돌 굴드르의 강령술사 역
- 배리 험프리스 - 고블린 왕 역
- 마누 베넷 - 아조그 역
- 존 롤스 - 야즈넥 역

## 제작진
- 감독 : 피터 잭슨
- 제작 : 피터 잭슨, 프란 월시, 캐롤린 커닝햄
- 공동제작 : 필리파 보엔스
- 각본 : 피터 잭슨, 프란 월시, 필리파 보엔스, 길예르모 델 토로
- 기획 : 제인 웨이너, 앨런 혼, 토비 에머리치
- 총 제작 : 켄 카민스, 캐롤린 블랙우드
- 촬영 : 앤드류 레즈니
- 미술 : 댄 헨나
- 편집 : 자베스 올슨
- 의상 : 앤 마스크레이, 밥 벅, 리차드 테일러
- 갑옷/무기, 크리처&특수분장 : 리차드 테일러
- 음악 : 하워드 쇼어
- 특수효과 : 조 레터리
- 분장 : 피터 스워즈 킹
- 콘셉트 미술 : 존 하우, 알렌 리
- 제2 제작진 감독 : 앤디 서키스